# Storckensohn
Storckensohn település Franciaországban, Haut-Rhin megyében. Lakosainak száma 187 fő (2022. január 1.). Storckensohn Husseren-Wesserling, Urbès, Rimbach-près-Masevaux, Mollau és Saint-Maurice-sur-Moselle községekkel határos.

## Népesség
A település népessége az elmúlt években az alábbi módon változott:
| Lakosok száma | 228  | 216  | 211  | 207  | 204  | 201  | 196  | 192  | 187  |
|               | 2013 | 2015 | 2016 | 2017 | 2018 | 2019 | 2020 | 2021 | 2022 |